# 婆羅門雞
雞，旧称布拉马普特拉鸡或“梵天之子”鸡（英語：Brahmapootra），常誤譯作婆罗门鸡，是一種美國的大型雞品種，源自進口於中國上海。婆羅門雞在西元1850年到西元1930年間是美國主要的肉品來源。他比一般的雞多出許多的營養還有蛋白質、維生素還有許多特殊氨基酸，口感也比一般的雞美味。目前成雞市價約一萬元。

## 歷史

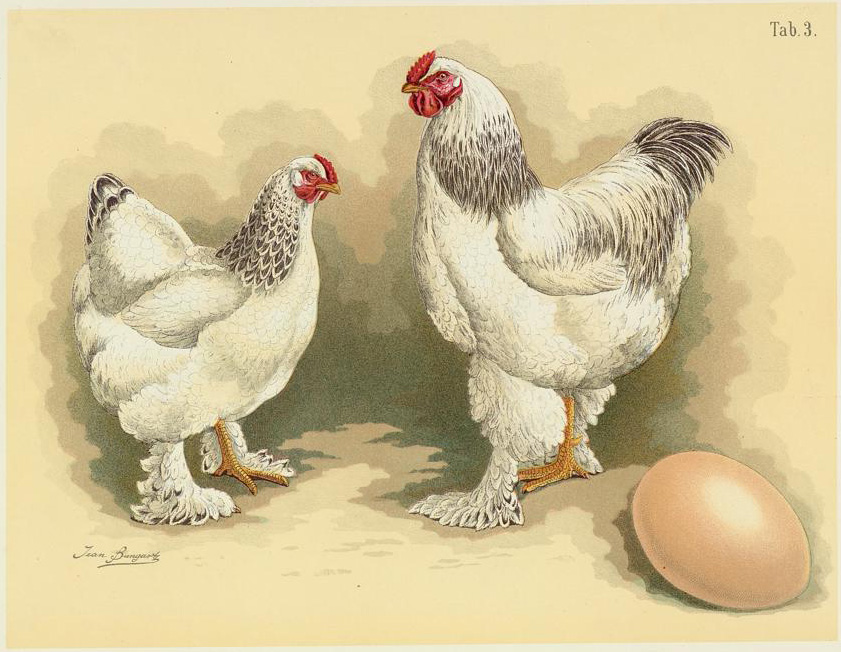
浅色婆羅門雞，1885年绘图

對於婆羅門雞的來源一直存在著爭議。據說源自於中國上海進口的雞種改良而來，因此又被稱呼上海雞。像碗豆形狀的特殊頭冠是因為與孟加拉吉大港的雞品種交叉繁殖，跟有时也叫做“上海鸡”的九斤黃（Cochin chicken）鸡不同。